# らりルゥれろ
『らりルゥれろ』（らりるぅれろ）は、2018年10月18日から2025年9月（予定）まで、ニコニコチャンネルと連携した形でニコニコ生放送にて配信されているインターネット番組。

## 番組概要
公式の番組概要は以下である。

国際派・若手人気声優のお二人による、フレッシュなトーク番組！
かつては国際派だった人気声優のお二人による　もはや何なのかよくわからない謎のバラエティ番組！

## パーソナリティ
- ルゥティン
- 武田羅梨沙多胡

## 番組イベント
「らりルゥれろ」番組イベント
2019年8月11日　南大塚ホール開催
昼の部ゲスト：山本希望、夜の部ゲスト：髙野麻美
「らりルゥれろ」第2回番組イベント～驚喜の宴～
2022年4月17日　科学技術館サイエンスホール開催
昼の部ゲスト：梅澤めぐ、河瀬茉希、夜の部ゲスト：集貝はな、中澤ミナ

## 学園祭
紫紺の会 2021年学園祭企画
2021年10月31日　ツイキャスによるオンライン配信 

## 歌ってみた
夜もすがら君思ふ
2020年8月4日、パーソナリティの二人による歌ってみた動画が公開された。イラストと動画制作は武田羅梨沙多胡みずから手掛けている。